# Theophil Rzepnikowski

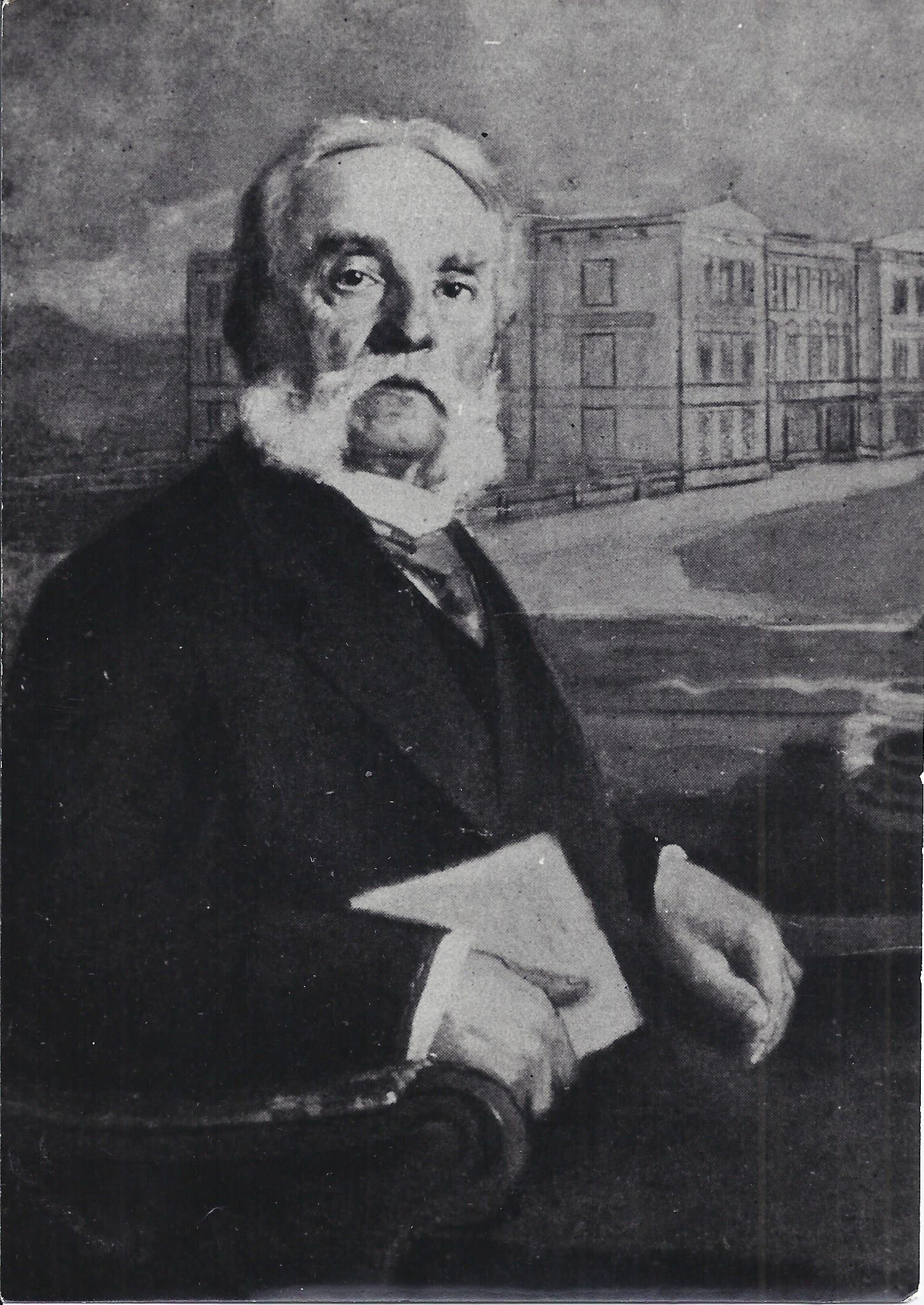

Theophil Rzepnikowski (* 5. Februar 1843 in Radowiska; † 8. Februar 1922 in Lubawa) war Mediziner und Mitglied des Deutschen Reichstags.

## Leben
Rzepnikowski besuchte das Gymnasium in Kulm und die Universitäten Universität Breslau, Königsberg und Berlin. Er beschäftigte sich viel mit dem Genossenschaftswesen und gehörte zum Vorstand des Verbandes polnischer Erwerbs- und Wirtschaftsgenossenschaften der Provinzen Posen und Westpreußen. Weiter leitete er einen großen Vorschuss-Verein in Löbau und war in der Kreis-, Stadt- und Kirchenverwaltung tätig.
Von 1890 bis 1898 war er Mitglied des Deutschen Reichstags für den Reichstagswahlkreis Regierungsbezirk Marienwerder 2 (Rosenberg (Westpr.) – Löbau) und die Polnische Fraktion. Zwischen 1894 und 1898 war er auch Mitglied des Preußischen Abgeordnetenhauses.